# 植村泰忠 (戦国武将)
植村 泰忠（うえむら やすただ）は、戦国時代から江戸時代初期にかけての武将、旗本。

## 略歴
植村氏は清和源氏の一流である摂津源氏の流れを汲む美濃源氏の嫡流・土岐氏の末裔を称する。
幼くして父・植村泰基を亡くし、三河国鳳来寺の大叔父・二位法印教円に育てられ、鳳来寺薬師別当となり、安養院と号する。元亀3年（1573年）、三方ヶ原の戦いに僧兵を率いて徳川家康に加勢した。戦後に還俗し、遠江国榛原郡内に領地を賜る。小田原征伐における武蔵国岩槻城攻略で親族の本多忠政と共に参戦し、武功を挙げた。同年の家康の関東入りに従い、上総国夷隅郡勝浦3000石を与えられる。関ヶ原の戦いでは秀忠の軍に属し信濃国上田城を攻撃した。この功により、2000石を加増され5000石となり、勝浦を居所としそれまでの勝浦城を廃城にし、勝浦の街の基礎を築いた。また、領民に市を開かせて、これが日本三大朝市に数えられる勝浦朝市のはじまりである。
子の泰勝は大番頭にまで昇進し、4000石の加増を受けて計9000石となり、曾孫の忠朝はさらに加増され大名に列している。
勝浦市には植村土佐守泰忠を配神とする鳴海（なるか）神社があり、その例祭には、大名家としては廃絶しているものの、旗本植村家の末裔で子孫と称する同姓同名の物理学者植村泰忠とその長男や孫2名が参列している。

## 参考論文
- 滝川恒昭「中・近世移行期における上総勝浦湊の実像―市の考察を中心として―」、『勝浦市史研究』3号、1997年